# Radfordia affinis
Radfordia affinis är en spindeldjursart som först beskrevs av Poppe 1896.  Radfordia affinis ingår i släktet Radfordia och familjen Myobiidae. Inga underarter finns listade i Catalogue of Life.